# روبرت كيث الكسندر
روبرت كيث الكسندر هو سياسي كندي، ولد في 23 يوليو 1930 في كندا، وتوفي في 12 نوفمبر 2014 في كالغاري في كندا. حزبياً، نشط في الرابطة التقدمية المحافظة في ألبرتا ‏. وقد انتخب عضو الجمعية التشريعية ألبرتا.